# Маковей, Богдан
Богдан Маковей (род. 28 января 1983, Ватра-Дорней, Румыния) — молдавский саночник румынского происхождения, выступающий за сборную Молдавии с 2003 года. Участник трёх зимних Олимпийских игр, многократный призёр национального первенства.

## Биография
Богдан Маковей родился 28 января 1983 года в городе Ватра-Дорней, Румыния, но поже вместе с семьёй переехал в Молдавию. Активно заниматься санным спортом начал в возрасте тринадцати лет, в 2003 году прошёл отбор в национальную сборную и стал принимать участие в различных международных соревнованиях. В сезоне 2005/06 дебютировал на взрослом Кубке мира, заняв в общем зачёте пятьдесят первое место, кроме того, впервые поучаствовал в заездах чемпионата Европы, показав на трассе немецкого Винтерберга тридцатое время. Благодаря череде удачных выступлений удостоился права защищать честь страны на зимних Олимпийских играх в Турине, финишировал там так же тридцатым.
На мировом первенстве 2007 года в австрийском Иглсе был сорок четвёртым, тогда как в кубковом рейтинге сумел добраться лишь до шестидесятого места. В следующем году на чемпионате мира в немецком Оберхофе пришёл к финишу тридцать седьмым, а после окончания всех кубковых этапов поднялся в мировом рейтинге сильнейших саночников до пятьдесят шестой позиции. Также на чемпионате Европы в итальянской Чезане показал двадцать шестой результат. Через год был в общем кубковом зачёте сорок восьмым, ещё через год — сорок шестым.
Ездил соревноваться на Олимпийские игры 2010 года в Ванкувер, в финальных заездах занял тридцать третье место мужского одиночного разряда, в то время как на европейском первенстве в латвийской Сигулде был двадцать девятым. В следующем сезоне боролся за обладание Кубком наций, однако Маковею удалось подняться здесь только до тридцатой позиции. В Кубке мира расположился на сорок второй строке рейтинга, а на чемпионате мира в Чезане показал тридцать третий результат. В 2012 году на мировом первенстве в немецком Альтенберге пришёл к финишу тридцать шестым, при этом в кубковом зачёте спустился до пятьдесят седьмой строки. В 2014 году побывал на Олимпийских играх в Сочи, где финишировал тридцать шестым в мужской одиночной программе.
Ныне живёт и тренируется в Румынии, где, помимо всего прочего, также работает спортивным инструктором. В свободное от тренировок время любит заниматься скалолазанием, скоростным спуском на байдарке и прочими экстремальными видами спорта.